# Waltwilder VV
Waltwilder VV was een Belgische voetbalclub uit Waltwilder. De club was aangesloten bij de KBVB met stamnummer 6211 en had blauw en wit als kleuren. In 2014 ging de club met Bilzerse VV op in fusieclub Bilzerse Waltwilder VV.

## Geschiedenis
De club werd opgericht eind 1958 en sloot zich aan bij de Belgische Voetbalbond. In 1959 ging men daar van start op het laagste provinciale niveau, in die tijd Derde Provinciale.
In 1973 werd Waltwilder VV kampioen in Derde Provinciale en men promoveerde naar Tweede Provinciale. Het eerste verblijf duurde er drie seizoenen, maar in 1976 zakte men terug naar Derde. Dat seizoen nam de club nieuwe terreinen in de Sportveldstraat in gebruik. In 1977 werd Waltwilder VV een vzw. Na twee jaar in Derde Provinciale werd de club er weer kampioen en promoveerde nogmaals naar Tweede Provinciale.
Waltwilder VV bleef in Tweede Provinciale spelen tot de club halverwege de jaren 80 een sterke terugval kende. In 1986 degradeerde men weer naar Derde Provinciale en een jaar later zakte men nog verder weg naar Vierde Provinciale, het allerlaagste niveau.
Na drie jaar op het laagste niveau promoveerde Waltwilder VV in 1990 weer naar Derde Provinciale. Daar kon men zich de volgende seizoenen weer handhaven, vaak in de subtop, tot men in 1998 via de eindronde weer verder promoveerde naar Tweede Provinciale. Na vijf seizoenen werd men daar kampioen en zo promoveerde Waltwilder VV in 2003 voor het eerst in de clubgeschiedenis naar het hoogste provinciale niveau, Eerste Provinciale.
Het eerste verblijf in Eerste Provinciale was van korte duur, want in 2004 volgde na een seizoen weer de degradatie. Na twee jaar in Tweede Provinciale haalde Waltwilder daar de eindronde, die men succesvol afsloot en zo keerde de club in 2005 terug in Eerste Provinciale. Ditmaal kon men zich wel handhaven op het hoogste provinciale niveau.
In 2014 ging de club samen met gemeentegenoot Bilzerse VV, dat op dat moment onderin zijn reeks in Tweede Provinciale speelde. De fusieclub werd Bilzerse Waltwilder VV genoemd en speelde verder met stamnummer 232 van Bilzen. Stamnummer 6211 van Waltwilder werd geschrapt.